# インターネットラジオ 砂ぼうず
インターネットラジオ 砂ぼうず（インターネットラジオ すなぼうず）はアニメ「砂ぼうず」の関連番組として音泉で配信されていたインターネットラジオ番組。パーソナリティは鈴木千尋（砂ぼうず／水野灌太 役）、斎藤千和（小砂／小泉太湖 役）。

## 放送概要
- 放送期間は2004年10月7日～2005年6月30日、全38回。
- スポンサーは便利屋組合

## エピソード
- オープニングはアニメ本編でも登場した人生ゲームを使って対戦をする。この対戦は第31回（2005年5月12日）まで続いた
- 人生ゲーム対決終了後（第32から）は「今週の砂ぼうず」というコーナーが設置され、フィギュア（「砂ぼ」DVDに付いていた初回特典フィギュア）の新しい楽しみ方を募集する趣旨になった
- 2005年2月27日に、「“砂ぼうずDVD第1巻”発売記念－音泉公開録音」が行われた。その模様は第21回（同年3月3日配信分）で放送された
- 第30回（2005年5月5日）に同年6月一杯で番組終了する発表（同番組のスタジオ収録は既に6月10日(金)が最後になった）。
- 第33回（5月26日）、「凄腕美人への道」コーナー内でブタミントン対決をした（「らぶげ魂　外道乙女隊放送局」からの流れか）。結果は7-4で千尋の勝利
- 第36回（6月16日）は番組始まって以来のアバンタイトルなしでいきなりOPジングルから番組開始した
- 最終回（第38 6月30日）はゲストに小谷朋子(朝霧純子 役)、稲垣隆行監督を迎えて6月26日に虎ノ門のポニーキャニオンで公開録音が行われた（放送時間44:19）

## コーナー
ふつおた
通常お便り
便利屋対決
リスナーから頼みたい依頼を2人がアドバイス。上手な解決をした方が勝ち
凄腕美人への道
チャレンジコーナー
おまけの絵描き歌
『凄腕美人-』で失敗した罰ゲームで、ED終了後に小砂の唄を歌いながら指定されたイラストを描く。
描かれたイラストは「小砂の兵器格納庫」で公開されていた。